# Fanny Smith
Fanny Smith (ur. 20 maja 1992 w Aigle) – szwajcarska narciarka dowolna, specjalizująca się w skicrossie, dwukrotna medalistka olimpijska i ośmiokrotna medalistka mistrzostw świata.

## Kariera
Po raz pierwszy na arenie międzynarodowej pojawiła się 10 lutego 2007 roku w Zweisimmen, gdzie w zawodach Pucharu Europy zajęła trzynaste miejsce w skicrossie. W 2010 roku zdobyła złoty medal podczas mistrzostw świata juniorów w Cardronie. Był to jej jedyny start na imprezie tego cyklu.
W Pucharze Świata zadebiutowała 6 marca 2008 roku w Grindelwald, gdzie nie ukończyła skicrossu. Pierwsze pucharowe punkty wywalczyła 5 stycznia 2009 roku w St. Johann, zajmując 19. miejsce. Na podium zawodów tego cyklu po raz pierwszy znalazła się 24 stycznia 2010 roku w Lake Placid, kończąc rywalizację w skicrossie na drugiej pozycji. Rozdzieliła tam Kelsey Serwę z Kanady i Francuzkę Ophélie David. Najlepsze wyniki osiągnęła w sezonie 2018/2019, kiedy to zajęła trzecie miejsce w klasyfikacji generalnej, a w klasyfikacji skicrossu zdobyła Małą Kryształową Kulę. Ponadto w sezonach 2012/2013 i 2020/2021 była pierwsza, w sezonach 2013/2014, 2017/2018, 2019/2020 i 2021/2022 była druga, a w sezonach 2014/2015 i 2016/2017 zajmowała trzecie miejsce w klasyfikacji skicrossu.
Największy sukces w karierze osiągnęła w 2013 roku, kiedy zdobyła złoty medal na mistrzostwach świata w Voss. Na rozgrywanych dwa lata później mistrzostwach świata w Kreischbergu w tej samej konkurencji była trzecia, przegrywając tylko z Austriaczką Andreą Limbacher i Ophélie David. W 2017 roku zdobyła srebrny medal podczas mistrzostw świata w Sierra Nevada, rozdzielając Sandrę Näslund ze Szwecji i Ophélie David. Rok później wywalczyła brązowy medal na igrzyskach olimpijskich w Pjongczangu, plasując się za Kanadyjkami: Kelsey Serwą i Brittany Phelan. Z kolei w 2019 roku, podczas mistrzostw świata w Solitude wywalczyła kolejny srebrny medal, tym razem ulegając Kanadyjce Marielle Thompson. Dwa lata później, podczas mistrzostw świata w Idre Fjäll zdobyła trzeci z rzędu tytuł wicemistrzyni świata, ponownie ulegając jedynie Näslund. Następnie zdobyła brązowy medal podczas igrzysk olimpijskich w Pekinie w 2022 roku.

## Osiągnięcia

### Igrzyska olimpijskie
| Miejsce | Dzień     | Rok  | Miejscowość | Konkurencja | Zwyciężczyni      |
| ------- | --------- | ---- | ----------- | ----------- | ----------------- |
| 7.      | 23 lutego | 2010 | Vancouver   | Skicross    | Ashleigh McIvor   |
| 8.      | 21 lutego | 2014 | Soczi       | Skicross    | Marielle Thompson |
| 3.      | 23 lutego | 2018 | Pjongczang  | Skicross    | Kelsey Serwa      |
| 3.      | 17 lutego | 2022 | Pekin       | Skicross    | Sandra Näslund    |

### Mistrzostwa świata
| Miejsce | Dzień       | Rok  | Miejscowość   | Konkurencja        | Zwyciężczyni      |
| ------- | ----------- | ---- | ------------- | ------------------ | ----------------- |
| 10.     | 4 lutego    | 2011 | Deer Valley   | Skicross           | Kelsey Serwa      |
| 1.      | 10 marca    | 2013 | Voss          | Skicross           | –                 |
| 3.      | 25 stycznia | 2015 | Kreischberg   | Skicross           | Andrea Limbacher  |
| 2.      | 18 marca    | 2017 | Sierra Nevada | Skicross           | Sandra Näslund    |
| 2.      | 2 lutego    | 2019 | Solitude      | Skicross           | Marielle Thompson |
| 2.      | 13 lutego   | 2021 | Idre Fjäll    | Skicross           | Sandra Näslund    |
| 3.      | 26 lutego   | 2023 | Bakuriani     | Skicross           | Sandra Näslund    |
| 5.      | 26 lutego   | 2023 | Bakuriani     | Skicross drużynowy | Szwecja           |
| 1.      | 21 marca    | 2025 | Engadyna      | Skicross           | –                 |
| 1.      | 22 marca    | 2025 | Engadyna      | Skicross drużynowy | –                 |

### Puchar Świata

#### Miejsca w klasyfikacji generalnej
- sezon 2008/2009: 155.
- sezon 2009/2010: 19.
- sezon 2010/2011: 9.
- sezon 2011/2012: 107.
- sezon 2012/2013: 5.
- sezon 2013/2014: 5.
- sezon 2014/2015: 8.
- sezon 2016/2017: 11.
- sezon 2017/2018: 8.
- sezon 2018/2019: 3.
- sezon 2019/2020: 3.

Od sezonu 2020/2021 klasyfikacja skicrossu zastąpiła klasyfikację generalną.
- sezon 2020/2021: 1.
- sezon 2021/2022: 2.
- sezon 2022/2023: 2
- sezon 2023/2024: 9
- sezon 2024/2025: 1.

#### Zwycięstwa w zawodach
1. Innichen – 19 grudnia 2010 (skicross)
2. Nakiska – 8 grudnia 2012 (skicross)
3. Telluride – 13 grudnia 2012 (skicross)
4. Val Thorens – 19 grudnia 2012 (skicross)
5. Åre – 17 marca 2013 (skicross)
6. Innichen – 21 grudnia 2013 (skicross)
7. Åre – 15 marca 2014 (skicross)
8. Åre – 16 marca 2014 (skicross)
9. Arosa – 6 lutego 2015 (skicross)
10. Arosa – 7 lutego 2015 (skicross)
11. Tegernsee – 21 lutego 2015 (skicross)
12. Montafon – 15 grudnia 2017 (skicross)
13. Sołniecznaja dolina – 3 marca 2018 (skicross)
14. Arosa – 17 grudnia 2018 (skicross)
15. Innichen – 21 grudnia 2018 (skicross)
16. Idre – 20 stycznia 2019 (skicross)
17. Blue Mountain – 26 stycznia 2019 (skicross)
18. Sołniecznaja dolina – 23 lutego 2019 (skicross)
19. Sołniecznaja dolina – 24 lutego 2019 (skicross)
20. Val Thorens – 7 grudnia 2019 (skicross)
21. Innichen – 22 grudnia 2019 (skicross)
22. Idre – 25 stycznia 2020 (skicross)
23. Sołniecznaja dolina – 23 lutego 2020 (skicross)
24. Arosa – 16 grudnia 2020 (skicross)
25. Val Thorens – 20 grudnia 2020 (skicross)
26. Idre – 20 stycznia 2021 (skicross)
27. Idre – 24 stycznia 2021 (skicross)
28. Bakuriani – 27 lutego 2021 (skicross)
29. Sołniecznaja dolina – 13 marca 2021 (skicross)
30. Veysonnaz – 12 marca 2023 (skicross)
31. Craigleith – 17 marca 2023 (skicross)
32. Gudauri – 28 lutego 2025 (skicross)
33. Craigleith – 14 marca 2025 (skicross)
34. Craigleith – 15 marca 2025 (skicross)
35. Idre – 30 marca 2025 (skicross)

#### Pozostałe miejsca na podium w zawodach
1. Lake Placid – 24 stycznia 2010 (skicross) – 2. miejsce
2. Branäs – 6 marca 2010 (skicross) – 3. miejsce
3. L’Alpe d’Huez – 12 stycznia 2011 (skicross) – 2. miejsce
4. Blue Mountain – 11 lutego 2011 (skicross) – 2. miejsce
5. Contamines-Montjoie – 12 stycznia 2013 (skicross) – 3. miejsce
6. Soczi – 19 lutego 2013 (skicross) – 3. miejsce
7. Nakiska – 7 grudnia 2013 (skicross) – 2. miejsce
8. Kreischberg – 25 stycznia 2014 (skicross) – 2. miejsce
9. Arosa – 7 marca 2014 (skicross) – 2. miejsce
10. La Plagne – 23 marca 2014 (skicross) – 2. miejsce
11. Nakiska – 6 grudnia 2014 (skicross) – 3. miejsce
12. Val Thorens – 9 grudnia 2016 (skicross) – 2. miejsce
13. Innichen – 22 grudnia 2016 (skicross) – 2. miejsce
14. Watles – 15 stycznia 2017 (skicross) – 2. miejsce
15. Feldberg – 4 lutego 2017 (skicross) – 2. miejsce
16. Idre – 12 lutego 2017 (skicross) – 3. miejsce
17. Blue Mountain – 5 marca 2017 (skicross) – 3. miejsce
18. Idre – 14 stycznia 2018 (skicross) – 2. miejsce
19. Sołniecznaja dolina – 4 marca 2018 (skicross) – 3. miejsce
20. Idre – 19 stycznia 2019 (skicross) – 3. miejsce
21. Arosa – 17 grudnia 2019 (skicross) – 2. miejsce
22. Nakiska – 18 stycznia 2020 (skicross) – 3. miejsce
23. Idre – 26 stycznia 2020 (skicross) – 2. miejsce
24. Arosa – 15 grudnia 2020 (skicross) – 2. miejsce
25. Idre – 23 stycznia 2021 (skicross) – 3. miejsce
26. Reiteralm – 19 lutego 2021 (skicross) – 2. miejsce
27. Veysonnaz – 21 marca 2021 (skicross) – 2. miejsce
28. Secret Garden – 27 listopada 2021 (skicross) – 2. miejsce
29. Val Thorens – 12 grudnia 2021 (skicross) – 2. miejsce
30. Arosa – 14 grudnia 2021 (skicross) – 2. miejsce
31. Innichen – 19 grudnia 2021 (skicross) – 2. miejsce
32. Innichen – 20 grudnia 2021 (skicross) – 2. miejsce
33. Nakiska – 14 stycznia 2022 (skicross) – 2. miejsce
34. Nakiska – 15 stycznia 2022 (skicross) – 3. miejsce
35. Veysonnaz – 19 marca 2022 (skicross) – 3. miejsce
36. Innichen – 22 grudnia 2022 (skicross) – 3. miejsce
37. Idre – 21 stycznia 2023 (skicross) – 2. miejsce
38. Val Thorens – 7 grudnia 2023 (skicross) – 3. miejsce
39. Innichen – 21 grudnia 2023 (skicross) – 2. miejsce
40. Nakiska – 20 stycznia 2024 (skicross) – 3. miejsce
41. Sankt Moritz – 28 stycznia 2024 (skicross) – 2. miejsce
42. Val Thorens – 12 grudnia 2024 (skicross) – 2. miejsce
43. Reiteralm – 16 stycznia 2025 (skicross) – 2. miejsce
44. Reiteralm – 17 stycznia 2025 (skicross) – 2. miejsce
45. Veysonnaz – 2 lutego 2025 (skicross) – 3. miejsce
46. Val di Fassa – 9 lutego 2025 (skicross) – 3. miejsce
47. Gudauri – 1 marca 2025 (skicross) – 2. miejsce
48. Idre – 29 marca 2025 (skicross) – 3. miejsce

- W sumie (35 zwycięstw, 30 drugich i 18 trzecich miejsc).